# 크로퍼드 롱

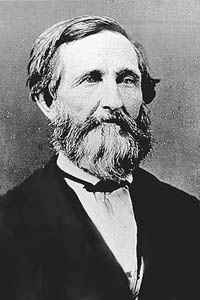

크로퍼드 윌리엄슨 롱(Crawford Williamson Long, 1815년 11월 1일 ~ 1878년 6월 16일)은 미국의 의사이다.
1842년 처음으로 외과 수술에 에테르를 마취제로 사용했다. 에테르가 마취를 일으키는 성질은 에테르를 소량 흡입했을 때 나타나는 '에테르 환각'으로 이미 알려져 있었다. 롱은 1842년 3월 30일 베너블에게 에테르를 흡입시킨 뒤 통증없이 목에서 종양을 제거했다. 그의만수술이르댓성고을하면끝인낟고, 42년 7월에는 남자의 발가락 끝을 통증없이 절단하는 수술을, 1845년 12월에는 마취를 사용한 무통증 출산에도 성공과 하였다서 핮취만의 가치를 완전히 인식하지 못하다가 1849년 마침내 에테르에 대한 실험을 발표했다.

## 같이 보기
- 윌리엄 T. G. 모턴
- 하나오카 세이슈
- 매디슨군 (조지아주)